# Levante Almeriense
Levante Almeriense és una comarca de la província d'Almeria. Té una extensió de 1.586 km² i una població de 82.321 habitants. Limita a l'oest amb la de Valle del Almanzora, al sud amb Los Filabres-Tabernas i al nord amb la comarca de los Vélez. La ciutat més important és Huércal-Overa.